# Abe Masayoshi (ingénieur)
Abe Masayoshi (ingénieur) est un nom japonais traditionnel ; le nom de famille (ou le nom d'école), Abe, précède donc le prénom (ou le nom d'artiste).
 (octobre 2015).
Si vous disposez d'ouvrages ou d'articles de référence ou si vous connaissez des sites web de qualité traitant du thème abordé ici, merci de compléter l'article en donnant les références utiles à sa vérifiabilité et en les liant à la section « Notes et références ».
Abe Masayoshi (阿部 正義, 1860-1909) est un ingénieur japonais.
Né dans la préfecture de Fukui, Abe est diplômé de l'école impériale d'ingénieurs du Japon. Après cela, il part en Allemagne étudier la géologie, la lithologie et la metallurgie à Freiberg et à Heidelberg puis de nouveau à Heidelberg de 1896 à 1897. À son retour au Japon, il est nommé ingénieur au ministère de l'Agriculture et du Commerce. Il devient plus tard chef du bureau des mines, professeur à l'université de Kyoto et directeur de la compagnie d'acier Meiji Seiren Kabushikigaisha.